# Pintér Attila Filip
Pintér Attila Filip (Győr, 2005. október 29.– ) magyar korosztályos válogatott labdarúgó, a Kisvárda csatára, kölcsönben a Vasas csapatától.

## Pályafutása

### Klubcsapatokban
17 éves korában, 2023. augusztus 18-án profi szerződést kötött vele az akkor másodosztályú Haladás csapata. Az NB II-ben szeptember 24-én az ETO FC Győr ellen góllal debütált (1–1). A következő bajnokin megszerezte a második találatát is a Haladás színeiben, a Soroksár elleni győztes mérkőzésen (2–1). A szezont végül öt góllal zárta.
2024. június 23-án a szintén másodosztályú Vasashoz szerződött. Első bajnokiját augusztus 12-én játszotta, a Budafoki MTE ellen, ahol győztes góllal mutatkozott be új csapatában (1–0).
A 2025–26-os szezonra a Kisvárdához igazolt, kölcsönbe.

### A válogatottban
Az U19-es válogatottban már 17 évesen, 2023. október 11-én bemutatkozott, Lettország ellen (1–1).

## Családja
Édesapja Pintér Attila, korábbi 20-szoros magyar válogatott labdarúgó, szövetségi kapitány.

## Statisztika

### Klubcsapatokban
2025. augusztus 15-i állapot szerint.
| Klub           | Szezon         | Bajnokság      | Bajnokság | Bajnokság | Kupa  | Kupa  | Nemzetközi | Nemzetközi | Egyéb | Egyéb | Összesen | Összesen |
| Klub           | Szezon         | Liga           | Mérk.     | Gólok     | Mérk. | Gólok | Mérk.      | Gólok      | Mérk. | Gólok | Mérk.    | Gólok    |
| -------------- | -------------- | -------------- | --------- | --------- | ----- | ----- | ---------- | ---------- | ----- | ----- | -------- | -------- |
| Haladás        | 2023–24        | NB II          | 22        | 5         | 2     | 0     | —          | —          | —     | —     | 24       | 5        |
| Vasas          | 2024–25        | NB II          | 20        | 1         | —     | —     | —          | —          | —     | —     | 20       | 1        |
| Vasas II       | 2024–25        | NB III         | 2         | 0         | —     | —     | —          | —          | —     | —     | 2        | 0        |
| Kisvárda       | 2025–26        | NB I           | 3         | 0         | 0     | 0     | —          | —          | —     | —     | 3        | 0        |
| Teljes karrier | Teljes karrier | Teljes karrier | 47        | 6         | 2     | 0     | —          | —          | —     | —     | 49       | 6        |

1. ↑  Magában foglalja a magyar kupában való pályára lépéseit.